# ダイトーリサイクルサービス
株式会社ダイトーリサイクルサービスは、横浜地方裁判所執行官室登録運送会社として神奈川県全域で強制執行・建物明渡執行を手掛ける産業廃棄物収集運搬事業者。本社は相模原市中央区。

## 主な事業
横浜地方裁判所の催告・断行・保管・売却全てに対応し、ワンルームマンションからマンション1棟・事業用物件などの大型事件も取り扱う。
主たる顧客層は、法律事務所・大家・競売事業者などがある。